# Siegfried-Gletscher
Der Siegfried-Gletscher ist ein Gletscher auf der Rothschild-Insel vor der nordwestlichen Küste der antarktischen Alexander-I.-Insel. Er fließt in ostsüdöstlicher Richtung zur Lasarew-Bucht, die er südlich des Mirnyy Peak erreicht.
Das UK Antarctic Place-Names Committee benannte ihn 1980 in Anlehnung an die Benennung des Wagner-Piedmont-Gletschers nach der Oper Siegfried aus dem Zyklus Der Ring des Nibelungen des deutschen Komponisten Richard Wagner von 1876.